# Job for a Cowboy
Job for a Cowboy is een deathmetalband uit Glendale in de Amerikaanse staat Arizona. 

## Biografie
Na hun demo in 2004 brachten ze hun debuut-ep "Doom" uit in 2005. Die ep werd uitgebracht op King of the Monsters records maar ze werden gespot door het grotere Metal Blade Records, dat het opnieuw uitbracht. Nadat ze bij Metal Blade Records hadden getekend werd Andrew Arcurio uit de band gezet en vervangen door Bobby Thompson. Elliot Sellers ging ook weg nadat het album "Genesis" klaar was. Hij werd vervangen door Jon Rice nadat ze hem hadden gevonden via YouTube. 

## Bandleden
- Bobby Thompson: gitaar (2006-)
- Jonny "The Navy" Davy: vocaal (2003-)
- Al Glassman: gitaar (ex-Despised Icon) (2008-)
- Brent Riggs: basgitaar, achtergrondvocaal (2004-)
- Jon "The Charn" Rice: drums (2007-)

## Voormalige bandleden
- Ravi Bhadriraju: gitaar (2002-2009)
- Elliott Sellers: drums (2004-2006)
- Andrew Arcurio: gitaar (2002-2006)
- Andy Rysdam: drums (2002-2004)
- Chad Staples: basgitaar (2002-2004)

## Discografie
- Job for a Cowboy - demo (2004)
- Doom (2005)
- Genesis (2007)
- Ruination (2009)
- Demonocracy (2012)
- Sun Eater (2014)